# 72e cérémonie des Tony Awards
La 72e cérémonie des Tony Awards a eu lieu le 10 juin 2018 au Radio City Music Hall de New York et fut retransmise en direct à la télévision sur CBS. La cérémonie a récompensé les productions de Broadway en cours pendant la saison 2017-2018 avant le 26 avril 2018,,,,.

## Cérémonie
Sara Bareilles et Josh Groban ont co-présentés la cérémonie. The Band's Visit est la production la plus récompensée de la cérémonie avec 10 awards dont celui de la meilleure comédie musicale. Harry Potter and the Cursed Child remporte six awards dont celui de la meilleure pièce.

### Présentateurs
Lors de la soirée, plusieurs personnalités se sont relayées pour annoncer les noms des gagnants dont, :
- Rachel Bloom
- Kerry Washington
- Tina Fey
- Carey Mulligan
- Amy Schumer
- Billy Joel
- Tituss Burgess
- Ethan Slater
- Erich Bergen
- Katharine McPhee
- Tatiana Maslany
- Mikhail Baryshnikov
- Uzo Aduba
- Ming-Na Wen
- Matthew Morrison
- Patti LuPone
- Claire Danes
- James Monroe Iglehart
- Chita Rivera
- Andrew Lloyd Webber
- Jeff Daniels
- Christopher Jackson
- Amanda Sudano
- Brooklyn Sudano
- Mimi Sommer
- Matt Bomer
- Jim Parsons
- Zachary Quinto
- Andrew Rannells
- Melissa Benoist
- John Leguizamo
- Rachel Brosnahan
- Brandon Victor Dixon
- Marissa Jaret Winokur
- Christine Baranski
- Robert De Niro
- Kelli O'Hara
- Leslie Odom Jr.
- Bernadette Peters

## Palmarès
Les nominations ont été annoncées le 1er mai 2018 par Leslie Odom Jr. et Katharine McPhee.
| Meilleure pièce | Meilleure comédie musicale |
| --- | --- |
| - Harry Potter and the Cursed Child - The Children - Farinelli and the King - Junk: The Golden Age of Debt - Latin History for Morons | - The Band's Visit - Frozen - Mean Girls - SpongeBob SquarePants |
| Meilleure reprise d'une pièce | Meilleure reprise d'une comédie musicale |
| - Angels in America - Three Tall Women - The Iceman Cometh - Lobby Hero - Travesties | - Once on This Island - Carousel - My Fair Lady |
| Meilleur acteur dans une pièce | Meilleure actrice dans une pièce |
| - Andrew Garfield – Angels in America dans le rôle de Prior Walter - Tom Hollander – Travesties dans le rôle de Henry Carr - Jamie Parker – Harry Potter and the Cursed Child dans le rôle de Harry Potter - Mark Rylance – Farinelli and the King dans le rôle de Philippe V (roi d'Espagne) - Denzel Washington – The Iceman Cometh dans le rôle de Theodore "Hickey" Hickman | - Glenda Jackson – Three Tall Women dans le rôle de A - Condola Rashād – Saint Joan dans le rôle de Jeanne d'Arc - Lauren Ridloff – Children of a Lesser God dans le rôle de Sarah Norman - Amy Schumer – Meteor Shower dans le rôle de Corky |
| Meilleur acteur dans une comédie musicale | Meilleure actrice dans une comédie musicale |
| - Tony Shalhoub – The Band's Visit dans le rôle de Tewfiq Zakaria - Harry Hadden-Paton – My Fair Lady dans le rôle d'Henry Higgins - Joshua Henry – Carousel dans le rôle de Billy Bigelow - Ethan Slater – SpongeBob SquarePants dans le rôle de Bob l'éponge | - Katrina Lenk – The Band's Visit dans le rôle de Dina - Lauren Ambrose – My Fair Lady dans le rôle d'Eliza Doolittle - Hailey Kilgore – Once on This Island dans le rôle de Ti Moune - LaChanze – Summer: The Donna Summer Musical dans le rôle de Diva Donna / Mary Gaines - Taylor Louderman – Mean Girls dans le rôle de Regina George - Jessie Mueller – Carousel dans le rôle de Julie Jordan |
| Meilleur acteur de second rôle dans une pièce | Meilleure actrice de second rôle dans une pièce |
| - Nathan Lane – Angels in America dans le rôle de Roy Cohn - Anthony Boyle – Harry Potter and the Cursed Child dans le rôle de Scorpius Malfoy - Michael Cera – Lobby Hero dans le rôle de Jeff - Brian Tyree Henry – Lobby Hero dans le rôle de William - David Morse – The Iceman Cometh dans le rôle de Larry Slade                                                          | - Laurie Metcalf – Three Tall Women dans le rôle de B - Susan Brown – Angels in America dans le rôle de Hannah Pitt - Noma Dumezweni – Harry Potter and the Cursed Child dans le rôle de Hermione Granger - Deborah Findlay – The Children dans le rôle d'Hazel - Denise Gough – Angels in America dans le rôle d'Harper Pitt                                                                       |
| Meilleur acteur de second rôle dans une comédie musicale | Meilleure actrice de second rôle dans une comédie musicale |
| - Ari'el Stachel – The Band's Visit dans le rôle d'Haled - Norbert Leo Butz – My Fair Lady dans le rôle d'Alfred P. Doolittle - Alexander Gemignani – Carousel dans le rôle d'Enoch Snow - Grey Henson – Mean Girls dans le rôle de Damian Hubbard - Gavin Lee – SpongeBob SquarePants dans le rôle de Carlo Tentacule                                                          | - Lindsay Mendez – Carousel dans le rôle de Carrie Pipperidge - Ariana DeBose – Summer: The Donna Summer Musical dans le rôle de Disco Donna - Renée Fleming – Carousel dans le rôle de Nettie Fowler - Ashley Park – Mean Girls dans le rôle de Gretchen Wieners - Diana Rigg – My Fair Lady dans le rôle de Mrs. Higgins                                                                          |
| Meilleur livret de comédie musicale | Meilleure partition originale |
| - Itamar Moses – The Band's Visit - Jennifer Lee – Frozen - Tina Fey – Mean Girls - Kyle Jarrow – SpongeBob SquarePants | - David Yazbek – The Band's Visit - Adrian Sutton – Angels in America - Kristen Anderson-Lopez et Robert Lopez – Frozen - Jeff Richmond et Nell Benjamin – Mean Girls - L'ensemble des compositeurs de SpongeBob SquarePants |
| Meilleurs décors pour une pièce | Meilleurs décors pour une comédie musicale |
| - Christine Jones – Harry Potter and the Cursed Child - Miriam Buether – Three Tall Women - Jonathan Fensom – Farinelli and the King - Santo Loquasto – The Iceman Cometh - Ian MacNeil et Edward Pierce – Angels in America | - David Zinn – SpongeBob SquarePants - Dane Laffrey – Once on This Island - Scott Pask – The Band's Visit - Scott Pask, Finn Ross et Adam Young – Mean Girls - Michael Yeargan – My Fair Lady |
| Meilleurs costumes pour une pièce | Meilleurs costumes pour une comédie musicale |
| - Katrina Lindsay – Harry Potter and the Cursed Child - Jonathan Fensom – Farinelli and the King - Nicky Gillibrand – Angels in America - Ann Roth – Three Tall Women - Ann Roth – The Iceman Cometh | - Catherine Zuber – My Fair Lady - Gregg Barnes – Mean Girls - Clint Ramos – Once on This Island - Ann Roth – Carousel - David Zinn – SpongeBob SquarePants |
| Meilleures lumières pour une pièce | Meilleures lumières pour une comédie musicale |
| - Neil Austin – Harry Potter and the Cursed Child - Paule Constable – Angels in America - Peggy Eisenhauer et Jules Fisher – The Iceman Cometh - Paul Russell – Farinelli and the King - Ben Stanton – Junk: The Golden Age of Debt | - Tyler Micoleau – The Band's Visit - Kevin Adams – SpongeBob SquarePants - Peggy Eisenhauer et Jules Fisher – Once on This Island - Donald Holder – My Fair Lady - Brian MacDevitt – Carousel |
| Meilleur son pour une pièce | Meilleur son pour une comédie musicale |
| - Gareth Fry – Harry Potter and the Cursed Child - Adam Cork – Travesties - Ian Dickinson – Angels in America - Tom Gibbons – 1984 - Dan Moses Schreier – The Iceman Cometh | - Kai Harada – The Band's Visit - Mike Dobson et Walter Trarbach – SpongeBob SquarePants - Peter Hylenski – Once on This Island - Scott Lehrer – Carousel - Brian Ronan – Mean Girls |
| Meilleure mise en scène pour une pièce | Meilleure mise en scène pour une comédie musicale |
| - John Tiffany – Harry Potter and the Cursed Child - Marianne Elliott – Angels in America - Joe Mantello – Three Tall Women - Patrick Marber – Travesties - George C. Wolfe – The Iceman Cometh | - David Cromer – The Band's Visit - Michael Arden – Once on This Island - Tina Landau – SpongeBob SquarePants - Casey Nicholaw – Mean Girls - Bartlett Sher – My Fair Lady |
| Meilleure chorégraphie | Meilleure orchestration |
| - Justin Peck – Carousel - Christopher Gattelli – My Fair Lady - Christopher Gattelli – SpongeBob SquarePants - Steven Hoggett – Harry Potter and the Cursed Child - Casey Nicholaw – Mean Girls | - Jamshied Sharifi – The Band's Visit - John Clancy – Mean Girls - Tom Kitt – SpongeBob SquarePants - Annmarie Milazzo et Michael Starobin – Once on This Island - Jonathan Tunick – Carousel |

## Autres récompenses
Le Tony Award for Lifetime Achievement in the Theatre a été remis à Chita Rivera et Andrew Lloyd Webber.
Le Tony Honors for Excellence in Theatre fut décerné au photographe Sara Krulwich, à la perlière de costumes Bessie Nelson et à la société Ernest Winzer Cleaners.
Le Prix d'excellence en éducation théâtrale a été décerné à Melody Herzfeld de la Marjory Stoneman Douglas High School.
Le Isabelle Stevenson Award a été décerné à Nick Scandalios, vice-président exécutif de la Nederlander Organization.
Le Regional Theatre Tony Award a été décerné à La MaMa E.T.C. (Experimental Theatre Club) de New York, qui a reçu une subvention de 25 000 dollars.
Le Special Tony Award a été décerné à John Leguizamo et Bruce Springsteen.